# Bad am Südpark

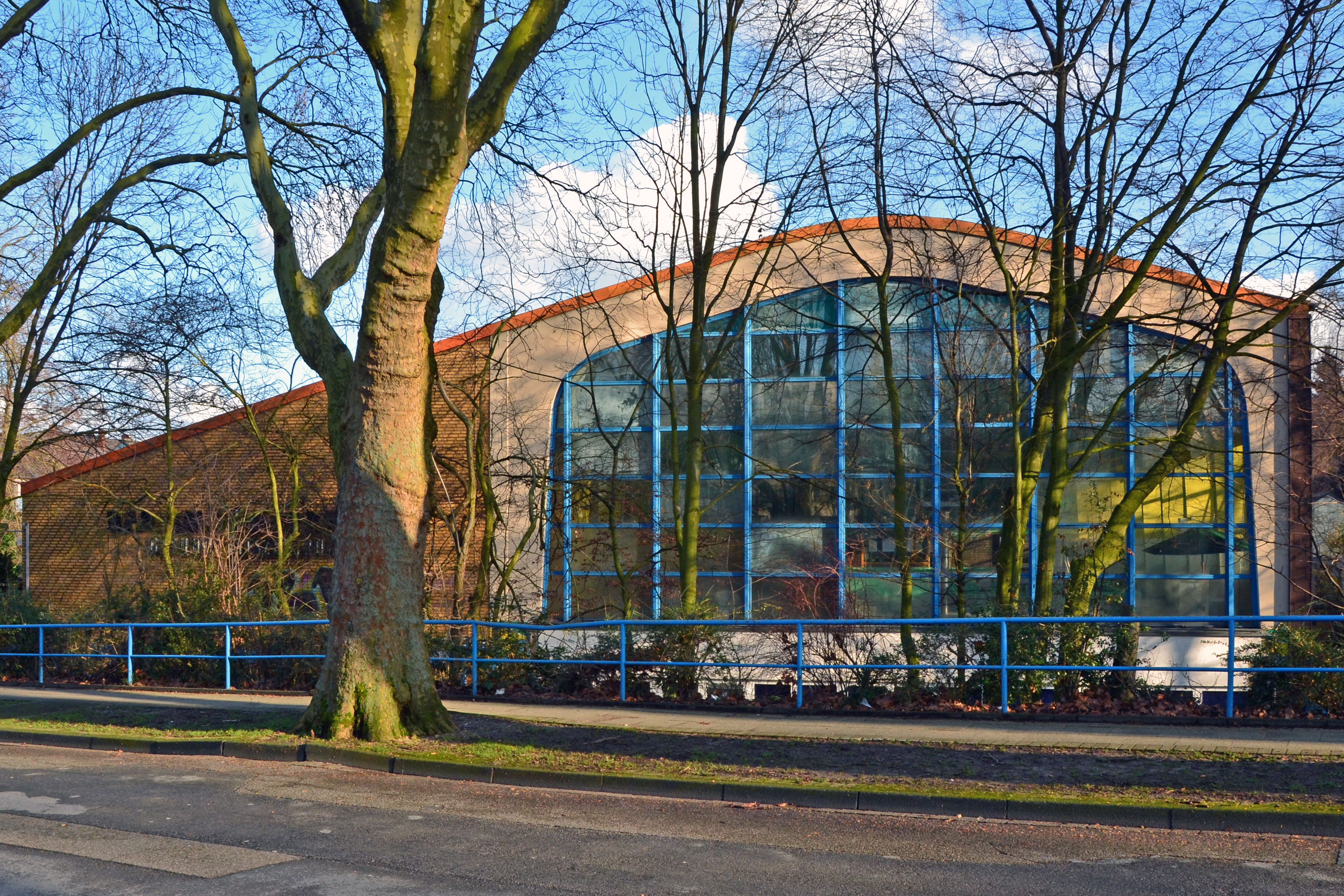
Bad am Südpark, bereits geschlossen

Das Bad am Südpark war zwischen 1967 und 2014 ein Hallenbad im Essener Stadtteil Kray.

## Geschichte
Das Hallenbad in Essen-Kray wurde am 2. Juni 1967 als Stadtbad Ost eröffnet. Von der Stadt betrieben, ging es 1989 in private Trägerschaft über. Am 1. August 2003 übernahm die Sport-Betriebs-gGmbH mit dem Essener Sportbund (Espo) als Pächter den Betrieb.
Einem Bädergutachten der Stadt aus dem Jahre 2008 folgte der Ratsbeschluss der Stadt Essen vom 26. November 2014, der die Schließung des Bades mit Ablauf des 19. Dezember 2014 festlegte. Dementsprechend ist das Bad seit dem 20. Dezember des Jahres aus finanziellen Gründen geschlossen. Die Stadt Essen sprach von einer jährlichen Einsparung von 392.000 Euro. Zuletzt wurde das Bad von rund 75.000 Gästen pro Jahr besucht, darunter waren neben Schul-, Kurs- und Vereinsschwimmern auch 25.000 Schwimmer während der öffentlichen Öffnungszeiten.
Im Januar 2025 hat die Stadt Essen das 5300 Quadratmeter große Grundstück an die Wohnbaugesellschaft Allbau verkauft. Nach der Entrümpelung und dem Entkernen des Gebäudes wurde es zwischen März und Juni 2025 abgerissen. Ab dem Jahr 2026 sollen auf dem Grundstück vier Mehrfamilienhäuser und eine Kindertagesstätte entstehen.

## Die Badeanlage
Das Hallenbad verfügte über ein Mehrzweckbecken, das 25 Meter lang und 12,5 Meter breit war und dabei fünf 25-Meter-Bahnen besaß. Es bestand aus einer Stahlwanne auf Stahlstützen, die in die Schwimmhalle eingelassen war. Am westlichen Ende des Beckens befand sich ein Drei-Meter-Sprungturm und ein Ein-Meter-Sprungbrett. Das Wasser war meist bis auf 30 °C beheizt. 
Unter der Schwimmhalle befanden sich Fitness- und Gymnastikräume. Sonnenbänke und eine Sauna gehörten ebenfalls zur Ausstattung. Umkleiden und Toiletten waren barrierefrei zugänglich. Im nördlichen Gebäudeteil befand sich im Erdgeschoss das Restaurant Bounty. Das gesamte Gebäude war in Stahlbetonbauweise errichtet worden, wobei die Schwimmhallendecke mit Kork gedämmt war.
Die östliche Stirnseite der Schwimmhalle war im Innern mit dem großflächigen Wandgemälde Ruhrlandschaft des Essener Künstlers Erich Pilz (1910–2005) versehen.

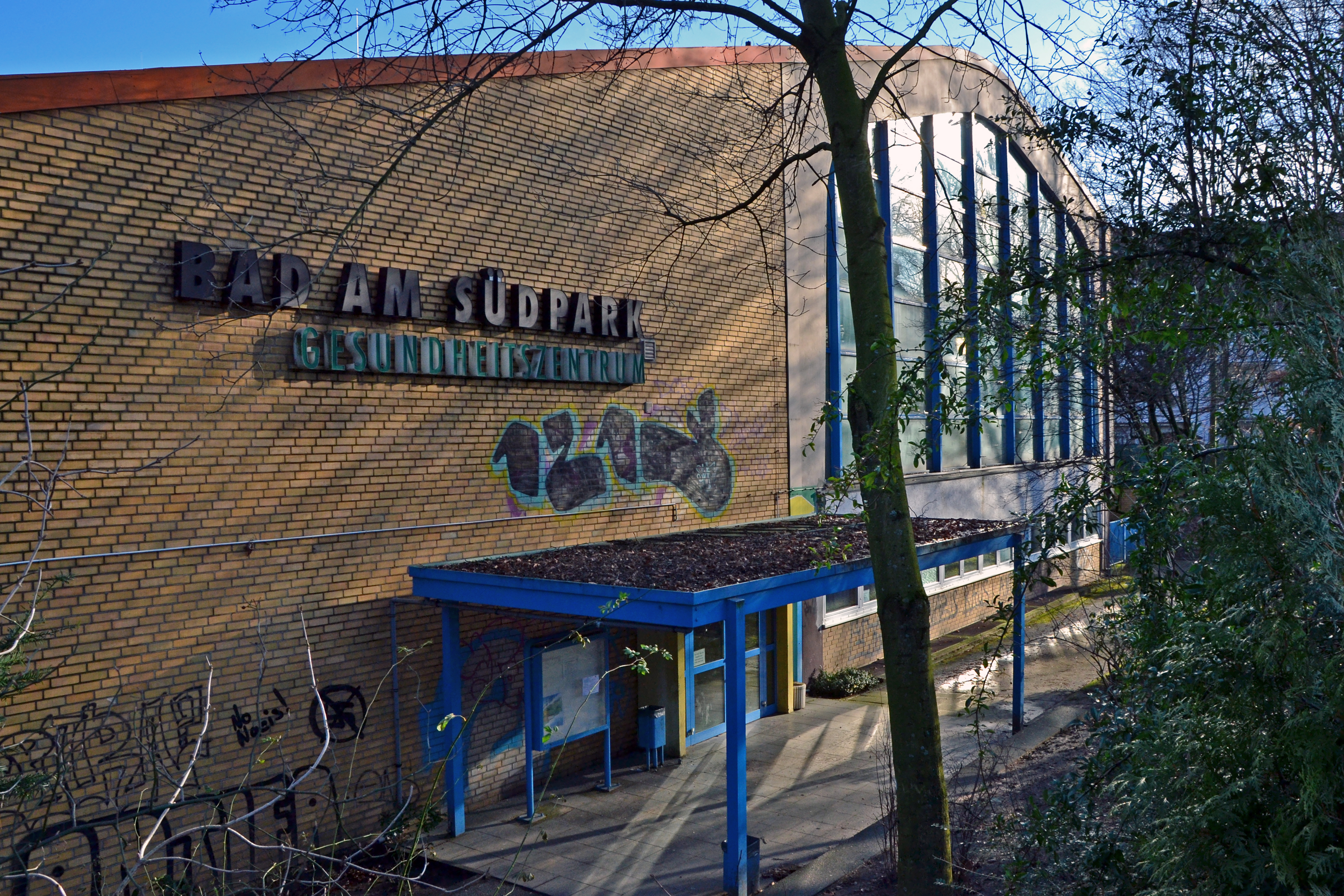
Eingangsbereich
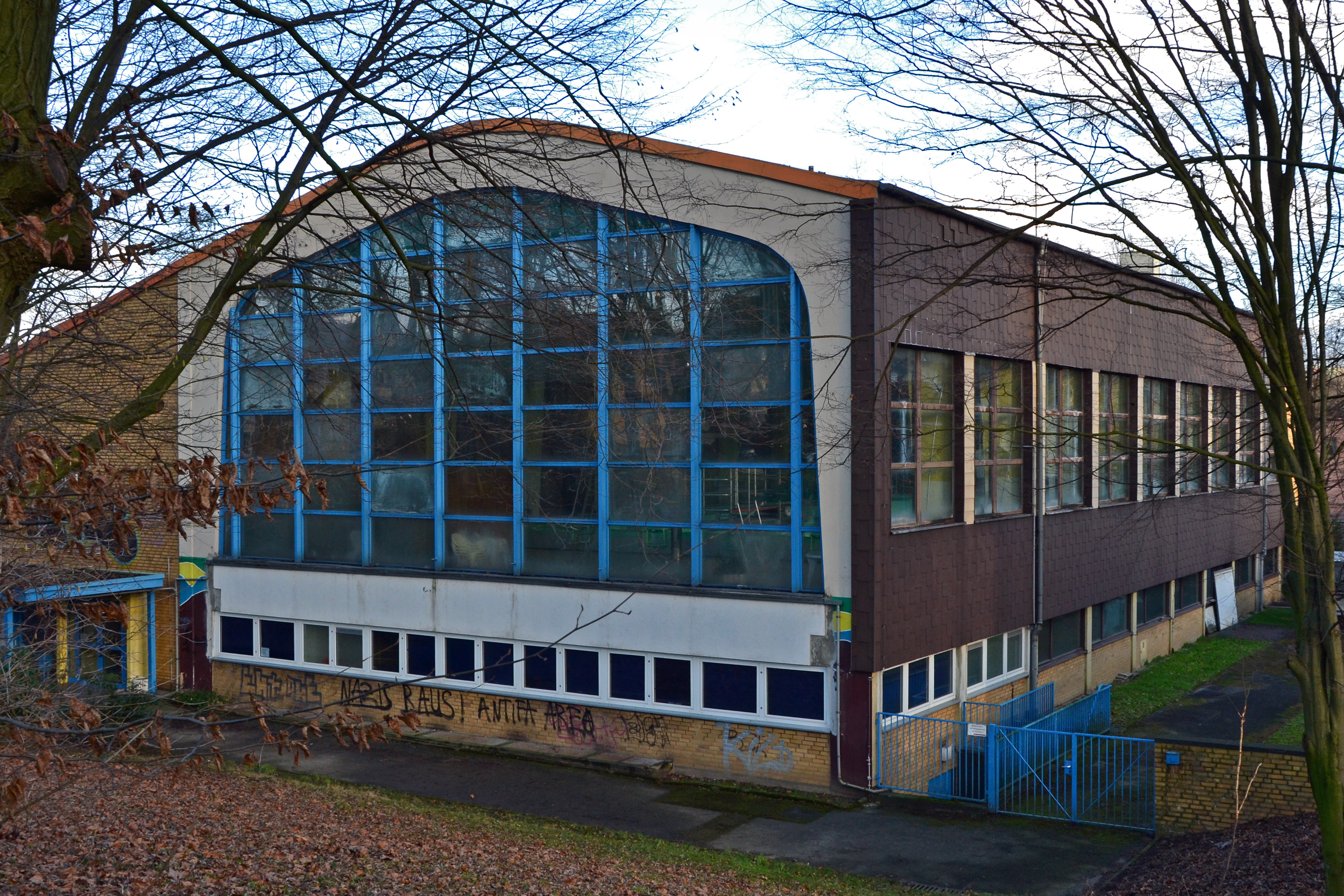
Blick von Südwesten
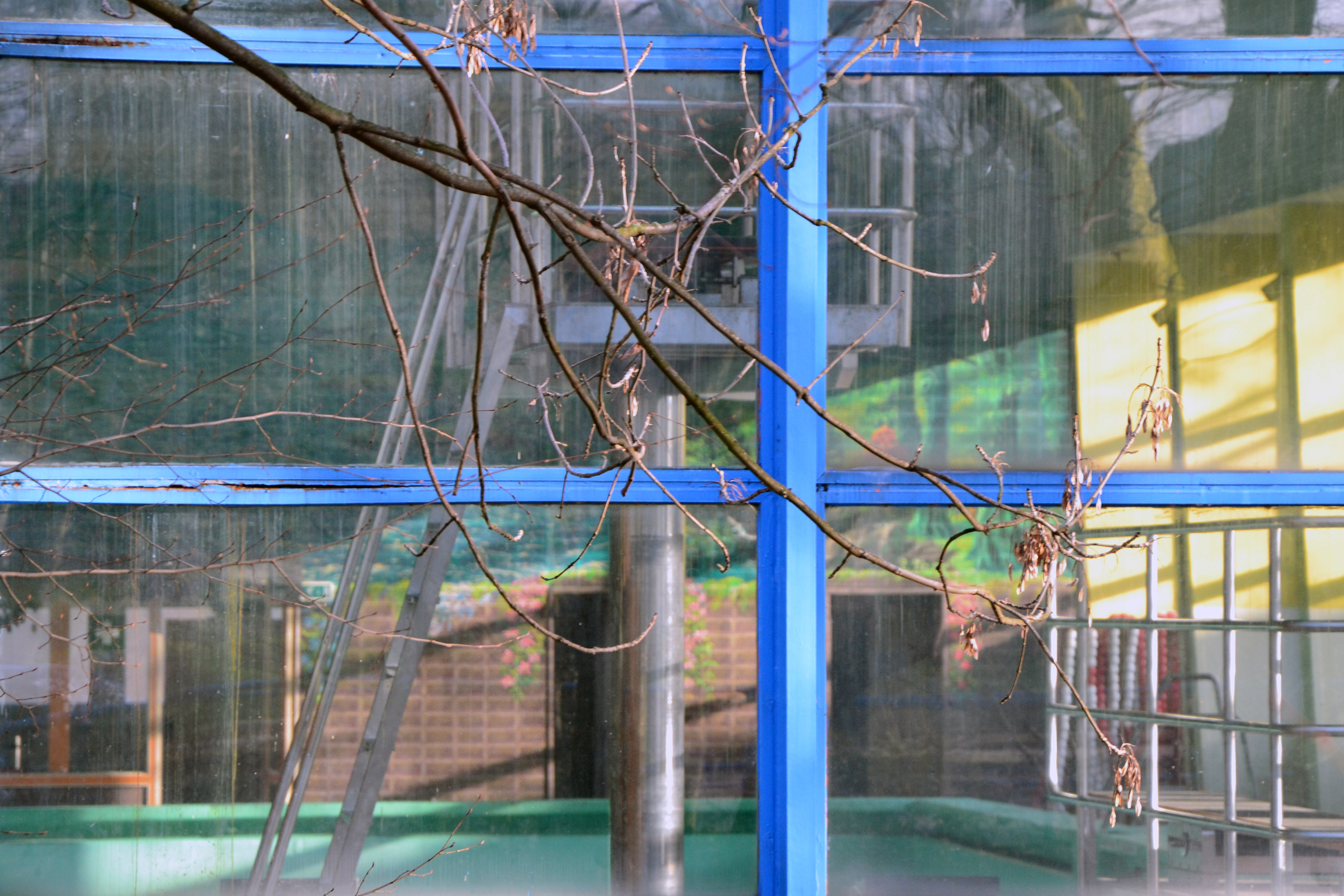
Badehalle mit Sprungturm, Teil des Wandgemäldes im Hintergrund
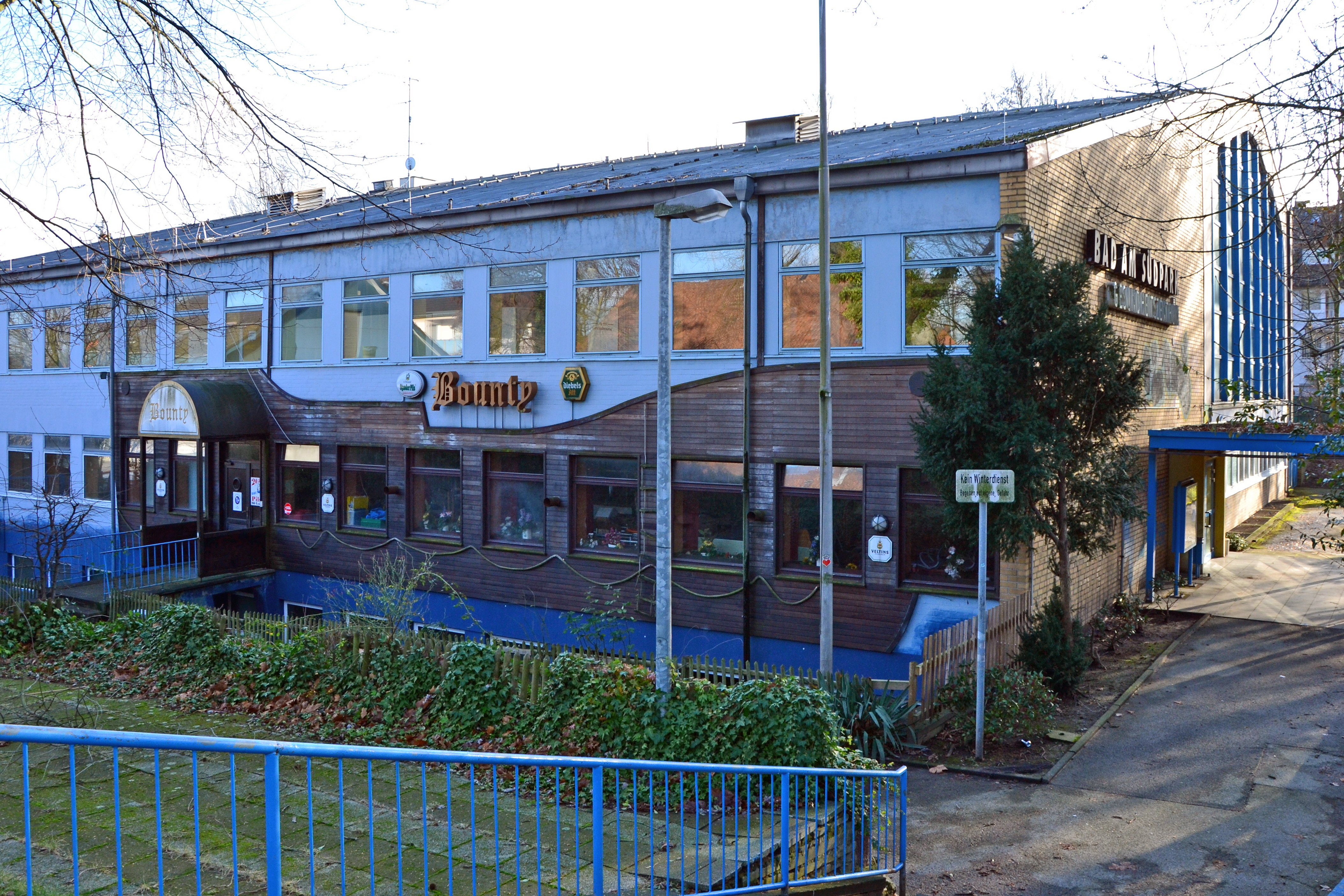
Blick von Nordwesten, Restaurant Bounty